# Gouvernement de Smet de Naeyer II
Royaume de Belgique
Vandenpeereboom de Trooz
Le gouvernement de Smet de Nayer II est un gouvernement catholique qui gouverna la Belgique du 5 août 1899 jusqu'au 12 avril 1907.  Le chef du gouvernement, Paul de Smet de Naeyer est  également Ministre des finances. 

## Composition
| Ministère                                                | Nom                             | Parti               |
| -------------------------------------------------------- | ------------------------------- | ------------------- |
| Ministre des Affaires étrangères                         | Paul de Favereau                | Parti catholique    |
| Ministre de l'Intérieur                                  | Jules de Trooz                  | Parti catholique    |
| Ministre de la Justice                                   | Jules Van den Heuvel            | Parti catholique    |
| Ministre des Finances                                    | Paul de Smet de Naeyer          | Parti catholique    |
| Ministre de l'Agriculture                                | Louis van der Bruggen           | Parti catholique    |
| Ministre des Chemins de fer, des Postes et du Télégraphe | Julien Liebaert                 | Parti catholique    |
| Ministre de l'Industrie et du Travail                    | Julien Liebaert                 | Parti catholique    |
| Ministre de la Guerre                                    | Alexandre Cousebandt d'Alkemade | Extra-parlementaire |

## Remaniements
- 5 février 1900
  - Julien Liebaert démissionne comme ministre de l'Industrie et du Travail et est remplacé par Arthur Surmont de Volsberghe
- 9 août 1902
  - Arthur Surmont de Volsberghe démissionne comme ministre de l'Industrie et du Travail et est remplacé par Gustave Francotte.